# Wissenschaft vom Christlichen Orient
Die Wissenschaft vom Christlichen Orient beschäftigt sich im Kern ihres Anliegens mit den Sprachen, den Literaturen, der Geschichte, den Kulturen, der Religion und den Kirchen der Christen und christlichen Kirchen, die ihren Ursprung im östlichen Mittelmeerraum, in Nordostafrika, im Nahen Osten und im weiteren Kaukasusraum haben. Von dieser geographischen Lage her leitet sich auch die Bezeichnung Oriens Christianus ab.
Im Gegensatz zur Ostkirchenkunde betrachtet sie neben den religiösen und theologischen Zusammenhängen vor allem auch die allgemeinhistorischen, kulturwissenschaftlichen und philologischen Aspekte.
Als verwandte wissenschaftliche Disziplinen gelten die Christliche Archäologie, die Kunstgeschichte des Christlichen Orients, die Byzantinistik, Orientalistik, Patristik, Ägyptologie, Koptologie, Äthiopistik, Syrologie, Kartvelologie, Armenistik oder Armenologie, Nubischen Studien und die philologischen Fachgebiete wie die Aramaistik, Gräzistik, Arabistik, Slawistik und die Semitistik sowie die Gesellschaftswissenschaften Geschichte, besonders die Geschichte der Spätantike, die Soziologie und Politikwissenschaften des Nahen Ostens und insbesondere Theologie, Kirchengeschichte und Ostkirchenkunde mit verschiedenen Themen des christlichen Orients. Sie dienen der Wissenschaft vom Christlichen Orient so als Geschwister- bzw. Hilfsdisziplinen.
Gegenüber der Bezeichnung Christentum im Orient umfasst der Begriff Christlicher Orient auch die Entwicklung des Christentums und den christlichen Einfluss im gesamten arabischen und slawischen Sprachraum sowie den Einfluss von dort auf Europa, Amerika und weitere Weltgegenden.
In der deutschen Hochschulpolitik ist die Wissenschaft vom Christlichen Orient als Kleines Fach eingestuft. Von den fünf Universitäten, die das Fach bei der Kartierung der Kleinen Fächer angeboten haben, wurden vier Professuren gestrichen, so dass das Fach selbst (Stand Frühjahr 2019) nur noch an der Martin-Luther-Universität Halle gelehrt wird. An der Friedrich-Alexander-Universität Erlangen-Nürnberg gibt es einen theologischen Lehrstuhl, der sich der Theologie des Ostchristentums widmet. Auch an der Katholischen Universität Eichstätt gibt es mittlerweile eine Stiftungsprofessur für die Theologie des Christlichen Ostens. In Medienberichten wird das Fach als eines der kleinsten der Kleinen Fächer beschrieben.

## Geschichte
Viele orientalische Christen waren als Wissenschaftler, Linguisten, Kulturschaffende, Übersetzer und Ärzte tätig, die wichtige Beiträge für ihre Kulturräume geleistet haben. Meist wurden die antiken griechischen Werke von Wissenschaftlern christlichen Glaubens – ein bekannter Vertreter ist Hunayn ibn Ishaq – ins Aramäische und später in die arabische Sprache übersetzt. Somit stand etwa im 825 gegründeten Haus der Weisheit in Bagdad den Wissenschaftlern die griechische Literatur von Aristoteles, Platon und anderen zur Verfügung. Diese Werke kamen später über die wissenschaftlichen Zentren im maurischen Spanien nach Europa. Heute beschäftigen sich einige Forschungsvorhaben mit dem hellenistischen Einfluss auf die arabischen Wissenschaften und Kultur, mit der Geschichte und der Kultur Byzanz’ und den Sprachen und Riten verschiedener orientalischer und östlicher Kirchen.

## Personen des christlichen Orients
Christen in Nahost haben prozentual im Vergleich zu ihrem Bevölkerungsanteil eine höhere Schulausbildung durchlaufen. Die ersten Universitäten und Schulen nach westlichen Vorbildern und Standards wurden von westlichen Theologen und Missionaren im Nahen Osten gegründet, so z. B. das Kolleg der Jesuiten Anfang 1810, aus dem die Universität Saint Joseph, Beirut, im Jahre 1875 gegründet, hervorgegangen ist sowie das Syrian Presbytarian College, gegründet 1835, aus dem die Libanesisch-Amerikanische Universität, Beirut, gegründet im Jahre 1994, hervorgegangen ist.
Diese Universitäten sind auch für Angehörige anderer Religionsgemeinschaften sowie für Bürger anderer Staaten offen.
Viele palästinensische Akademiker haben in Beirut an den Universitäten studiert.
Zudem sind Auslandsaufenthalte (zwecks Studium und Arbeit) sowie die Fremdsprachenkenntnisse der Christen in Nahost Faktoren, die ihre Beiträge zur Weiterentwicklung der lokalen Kultur, der politischen Entwicklung und zur Brückenbildung zwischen den Kulturen förderten.
Dies sind einige der Gründe, weshalb orientalische Christen in der Kultur, Wissenschaft, Politik und Wirtschaft in ihren Heimatländern meist überproportional vertreten sind.

### Heilige aus dem christlichen Orient
- Siehe auch Artikel Heilige des christlichen Orients

### Christliche Herrschaft im Nahen Osten
- Siehe Artikel Christliche Herrschaft im Orient

## Forschung

### Institutionen
- Lehrstühle für das Fach Christlicher Orient an Universitäten
  - Martin-Luther-Universität Halle-Wittenberg: Seminar für Christlichen Orient und Byzanz: Sprachen und Kulturen des Christlichen Orients[4]

- Lehrstühle für das Fach Theologie der Ostkirchen bzw. Geschichte und Theologie des Christlichen Ostens an Universitäten
  - Katholische Universität Eichstätt-Ingolstadt[5]
  - Friedrich-Alexander-Universität Erlangen-Nürnberg: Professur für Geschichte und Theologie des Christlichen Ostens[6]

- Forschungsstellen
  - Mesrop-Arbeitsstelle für Armenische Studien, am Seminar für Christlichen Orient und Byzanz, Orientalisches Institut, MLU Halle-Wittenberg[7]
  - Katholische Universität Eichstätt-Ingolstadt[8]

### Forschungsprojekte
- Teilprojekt im Rahmen des DFG-Graduiertenkollegs 1412 „Kulturelle Orientierungen und Gesellschaftliche Ordnungsstrukturen in Südosteuropa“ (Uni Erfurt)
- Prosopographische Frauenliste des christlichen Ostens, Uni Eichstätt (seit 19?)
- Neuedition Georg Graf, Humboldt-Forschungspreis
- Taktikon des Nikon vom Schwarzen Berge. Kritische Edition der griechischen und der kirchenslavischen Version (DFG-Projekt)

### Wissenschaftler des christlichen Orients
- Georg Graf (1875–1955), Wissenschaftler des christlichen Orients
- Louis Cheikhô (1859–1927), Wissenschaftler des christlichen Orients
- Carl Anton Baumstark (1872–1948), Wissenschaftler des christlichen Orients und vergleichender Liturgiewissenschaftler
- Julius Aßfalg (1919–2001), Wissenschaftler des christlichen Orients
- Alexander Böhlig (1912–1996), Wissenschaftler des christlichen Orients, Koptologe und Byzantinist
- Henri Hyvernat (1858–1941), Koptologe, Semitist und Orientalist
- Gertrud Pätsch (1910–1994), Ethnologin, Sprachwissenschaftlerin
- Aziz Atiya (1898–1988), Koptologe
- Martin Tamcke (1955–2024), Theologe und Orientalist

### Titel einiger Zeitschriften (Auswahl)
- Collectanea Christiana Orientalia (Cordoba, Spanien)
- Hallesche Beiträge zur Orientwissenschaft (Halle/Saale, Deutschland)
- Oriens Christianus (München)
- Orientalia Christiana Periodica (Rom, Italien)
- Oriente Cristiano (Palermo, Italien)
- Revue de l’Orient Chrétien (Paris, Frankreich)
- Studi sull’Oriente Cristiano (Rom, Italien)
- Al-Machriq Revue catholique orientale (Université Saint Joseph, Beirut, Libanon)

### Titel einiger Buchreihen
- Corpus Scriptorum Christianorum Orientalium (Leuven/Louvain, Belgien)
- Eastern Mediterranean Texts and Contexts (EMTC)
- Eichstätter Beiträge zum Christlichen Orient (EBCO)
- Cahiers de l’Orient Chrétien (Beirut, Libanon)
- Hallesche Beiträge zur Orientwissenschaft (HBO)
- Orientalia Christiana Analecta (OCA) (Rom, Italien)
- Textes et Etudes sur l’Orient Chrétien (TESOC) (Rom, Italien)
- Archives de l’Orient Chrétien (Paris, France)
- Göttinger Orientforschungen, I. Reihe: Syriaca
- Christian Orient Collections (British Library [London]) inklusiver weiterer Reihen:
- Armenian Collection
- Coptic Collection
- Ethiopian Collection
- Georgian Collection
- Syriac Collection.

### Enzyklopädien
- Hubert Kaufhold (Hrsg.): Kleines Lexikon des Christlichen Orients. Wiesbaden 2007, ISBN 978-3-447-05382-2 (2. Auflage von Julius Aßfalg: Kleines Wörterbuch des christlichen Orients).
- Julius Assfalg, Paul Krüger: Dictionnaire de l’Orient chrétien. Brepols 1991.
- Edward G. Farrugia: Dizionario enciclopedico dell’Oriente cristiano. Pontificio Istituto Orientale, Roma 2000.